# Yuri Yamaoka
Yuri Yamaoka (山岡 ゆり, Yamaoka Yuri), née un 7 juillet dans la préfecture de Saitama, est une actrice de doublage japonaise.

## Biographie

### Naissance et formation
Yuri Yamaoka est née un 7 juillet et est originaire de la préfecture de Saitama.

## Doublage

### Anime
- 2007 : Umineko no naku koro ni : Béelzébub
- 2009 : Yumeiro pâtissière : Chocolat
- 2012 : Girls und Panzer : Yuuki Utsugi
- 2013 : Tamako Market : Choi Mochimazzwi
- 2013 : Beyond the Boundary : Ai Shindo
- 2015 : Sound! Euphonium : Yūko Yoshikawa

### Film d'animation
- 2015 : Girls und Panzer der Film : Yuuki Utsugi
- 2018 : Liz et l'Oiseau bleu : Yuuko Yoshikawa

Source : Behindthevoice